# Ee (Pays-Bas)
Pour les articles homonymes, voir EE.
Ee (en frison : Ie) est un village de la commune néerlandaise de Noardeast-Fryslân, situé dans la province de Frise. Ee est le toponyme le plus court des Pays-Bas et le seul comportant deux lettres.

## Géographie
Le village est situé le long du Dokkumer Grootdiep, à 7 km à l'est de Dokkum. Il est établi sur un tertre conservé dans son état original.

## Histoire
Ee fait partie de la commune d'Oostdongeradeel avant 1984 puis de Dongeradeel avant le 1er janvier 2019, où celle-ci est supprimée et fusionnée avec Ferwerderadiel et Kollumerland en Nieuwkruisland pour former la nouvelle commune de Noardeast-Fryslân.

## Démographie
Le 1er janvier 2018, le village comptait 840 habitants.

## Culture et patrimoine
Ee possède le statut de « village protégé » en raison du maintien de son caractère rural ancien. À Ee on trouve plusieurs types de fermes et une église réformée de 1220, ainsi que le musée de la culture du lin, qui est le seul de ce type aux Pays-Bas.

## Source
- (nl) Cet article est partiellement ou en totalité issu de l’article de Wikipédia en néerlandais intitulé « Ee (Dongeradeel) » (voir la liste des auteurs).